# シュテファン・ベティヒャー

シュテファン・ベティヒャー（Stefan Bötticher、1992年2月1日 - ）は、ドイツ、ライネフェルデ出身の自転車競技（トラックレース）選手。日本の競輪には、短期登録選手制度で2014年度、2015年度、2019年度、出場。

## 来歴
2009年
- ジュニア世界選手権自転車競技大会
  - チームスプリント 2位
  - スプリント 2位

2010年
- ドイツ選手権・ジュニア部門
  - ケイリン 優勝
  - スプリント 優勝
- ジュニア世界選手権自転車競技大会
  - スプリント 2位
  - チームスプリント 3位

2011年
- ドイツ選手権 スプリント 優勝
- ヨーロッパ自転車競技選手権大会・U23部門スプリント 優勝
- UCIトラックワールドカップ2011-2012
  - カリ - スプリント 優勝

2012年
- ドイツ選手権 
  - スプリント 優勝
  - チームスプリント 優勝
  - ケイリン 優勝
- ヨーロッパ自転車競技選手権大会・U23部門
  - スプリント 優勝
  - チームスプリント 優勝
  - ケイリン 優勝
- UCIトラックワールドカップ2012-2013
  - グラスゴー - チームスプリント、スプリント、ケイリンの各種目で優勝

2013年
- トラックレース世界選手権
  -  チームスプリント 優勝（+ レネ・エンダース、マキシミリアン・レヴィ）
  -  スプリント 優勝

2019年
- UCIトラックサイクリングワールドチャンピオンシップス2019
  - ケイリン 3位